# 高校生反戦連絡協議会
高校生反戦連絡協議会（こうこうせいはんせんれんらくきょうぎかい）は、高校生の反戦運動組織。略称高校反戦。
関西の社会党協会派系の反戦高校生グループ。ただし組織体としては社会党の指導はなく、独立して別個に活動。
当初は、第四インター統一書記局系が「加入戦術」的に参加していて組織の指導をしていたが、アナキストの参加と、理論闘争において第四インター系が敗れ、親アナキスト系の運動体となり、アナキスト高校生連合の兄弟的組織となり、その後アナ高連に統合され、1969年末に解散。